# 第49回全国高等学校野球選手権大会
第49回全国高等学校野球選手権大会（だい49かいぜんこくこうとうがっこうやきゅうせんしゅけんたいかい）は、1967年8月11日から8月20日までの10日間にわたり、阪神甲子園球場で行われた全国高等学校野球選手権大会である。

## 代表校
| 地方大会 | 代表校     | 出場回数      |
| -------- | ---------- | ------------- |
| 北北海道 | 網走南ヶ丘 | 初出場        |
| 南北海道 | 北海       | 2年ぶり24回目 |
| 北奥羽   | 東奥義塾   | 4年ぶり3回目  |
| 西奥羽   | 本荘       | 初出場        |
| 東北     | 仙台商     | 初出場        |
| 北関東   | 鹿沼農商   | 2年ぶり2回目  |
| 西関東   | 大宮       | 4年ぶり5回目  |
| 東関東   | 習志野     | 5年ぶり2回目  |
| 東京     | 堀越       | 初出場        |
| 神奈川   | 武相       | 2年ぶり3回目  |
| 長野     | 松商学園   | 3年ぶり18回目 |
| 北越     | 富山商     | 3年ぶり4回目  |
| 北陸     | 若狭       | 4年ぶり5回目  |
| 静岡     | 浜松商     | 6年ぶり3回目  |
| 愛知     | 中京       | 2年連続15回目 |

| 地方大会 | 代表校     | 出場回数      |
| -------- | ---------- | ------------- |
| 三岐     | 四日市     | 12年ぶり2回目 |
| 京滋     | 守山       | 初出場        |
| 紀和     | 市和歌山商 | 初出場        |
| 大阪     | 明星       | 3年ぶり6回目  |
| 兵庫     | 報徳学園   | 3年連続4回目  |
| 東中国   | 倉敷工     | 5年ぶり5回目  |
| 広島     | 広陵       | 2年ぶり10回目 |
| 西中国   | 早鞆       | 2年連続3回目  |
| 北四国   | 今治南     | 3年ぶり2回目  |
| 南四国   | 土佐       | 14年ぶり2回目 |
| 福岡     | 小倉工     | 2年連続8回目  |
| 西九州   | 海星       | 2年連続6回目  |
| 中九州   | 大分商     | 5年ぶり9回目  |
| 南九州   | 宮崎大宮   | 10年ぶり2回目 |
| 鹿児島   | 鹿児島     | 4年ぶり2回目  |

## 試合結果

### 1回戦
8月11日
- 習志野 3 - 1 堀越
- 中京 9 - 0 明星
- 土佐 6 - 3 浜松商（延長11回）

8月12日
- 武相 3 - 0 若狭
- 広陵 8 - 1 北海
- 仙台商 3 - 0 鹿児島
- 今治南 3 - 0 鹿沼農商

8月13日
- 松商学園 3 - 0 早鞆
- 市和歌山商 4 - 0 宮崎大宮
- 大分商 8 - 0 網走南ヶ丘

8月14日
- 東奥義塾 3 - 1 四日市
- 倉敷工 4 - 0 本荘
- 報徳学園 4x - 3 大宮

8月15日
- 小倉工 4 - 2 海星

### 2回戦
- 富山商 3 - 1 守山
- 広陵 2 - 0 松商学園

8月16日
- 中京 3x - 2 倉敷工
- 大分商 1x - 0 小倉工（延長10回）
- 習志野 6 - 3 仙台商

8月17日
- 東奥義塾 2 - 0 報徳学園
- 土佐 2 - 0 武相
- 市和歌山商 4x - 3 今治南（延長10回）

### 準々決勝
8月18日
- 中京 2 - 1 土佐
- 習志野 16 - 2 富山商
- 広陵 5 - 0 東奥義塾
- 市和歌山商 19 - 5 大分商

### 準決勝
8月19日
- 習志野 3 - 2 中京
- 広陵 2 - 1 市和歌山商

### 決勝
|        | 1 | 2 | 3 | 4 | 5 | 6 | 7 | 8 | 9 | R | H  | E |
| ------ | - | - | - | - | - | - | - | - | - | - | -- | - |
| 習志野 | 2 | 0 | 0 | 0 | 0 | 1 | 2 | 0 | 2 | 7 | 14 | 0 |
| 広陵   | 0 | 0 | 0 | 0 | 0 | 0 | 1 | 0 | 0 | 1 | 6  | 0 |

1. （習）：石井 - 醍醐
2. （広）：宇根 - 生田
3. 審判
［球審］郷司
［塁審］中西明・三宅・三輪
4. 試合時間：2時間19分

| 習志野 | 習志野 | 習志野          |
| 打順   | 守備   | 選手            |
| ------ | ------ | --------------- |
| 1      | [遊]   | 田中正美（3年） |
| 2      | [右]   | 正司博徳（3年） |
| 3      | [中]   | 池田和雄（3年） |
| 4      | [捕]   | 醍醐恒男（3年） |
| 5      | [投]   | 石井好博（3年） |
| 6      | [二]   | 山口生男（3年） |
| 7      | [三]   | 藤代正男（3年） |
| 8      | [一]   | 広瀬信行（3年） |
| 9      | [左]   | 松戸和夫（3年） |

| 広陵 | 広陵 | 広陵              |
| 打順 | 守備 | 選手              |
| ---- | ---- | ----------------- |
| 1    | [左] | 小根森末男（2年） |
| 2    | [遊] | 田中伸樹（3年）   |
| 3    | [右] | 石田敬次（3年）   |
| 4    | [中] | 河井昭時（3年）   |
| 5    | [一] | 品川聖次（2年）   |
| 6    | [三] | 橘修二（2年）     |
|      | 打   | 夏山英昭（3年）   |
|      | 走   | 金本聡司（3年）   |
| 7    | [二] | 真木光雄（3年）   |
|      | 打   | 菅原隆雄（3年）   |
| 8    | [捕] | 生田正司（3年）   |
| 9    | [投] | 宇根洋介（2年）   |

## 大会本塁打
1回戦
- 第1号：内海吉美（仙台商）
- 第2号：吉田誠（大宮）
- 第3号：新井良雄（大宮）
- 第4号：大西勝（報徳学園）
- 第5号：米田俊次（報徳学園）
- 第6号：横山晴久（小倉工）

2回戦
- 第7号：佐々木富美夫（仙台商）

準々決勝
- 第8号：品川聖次（広陵）
- 第9号：岩崎雅男（市和歌山商）

準決勝
- 第10号：池田和雄（習志野）

決勝
- 第11号：池田和雄（習志野）

## その他の主な出場選手
- 横山忠夫（網走南ヶ丘）
- 八重樫幸雄（仙台商）
- 五月女豊（鹿沼農商）
- 金子勝美（大宮）
- 島村雄二（大宮）
- 鈴木治彦（大宮）
- 島野修（武相）
- 吉岡悟（富山商）
- 川藤幸三（若狭）
- 乗替寿好（若狭）

- 榊原良行（浜松商）
- 大島忠一（中京）
- 水谷則博（中京）
- 野上俊夫（市和歌山商）
- 阪田隆（市和歌山商）
- 平野光泰（明星）
- 山本譲二（早鞆）
- 村上真二（今治南）
- 河原明（大分商）
- 中原勇（鹿児島）

## サヨナラ本盗
- 1回戦、大宮と対戦した報徳学園は、2-3と1点を追う9回裏、2死1塁から吉田和幸が3塁打を放ち同点に追いついた。なお、2死3塁、打者太田富夫、カウント2-2からの5球目（ウエストされ判定はボール）に3塁走者の吉田が本盗を敢行、サヨナラ勝ちした。選手権大会では、83回目のサヨナラ試合となったが、本盗での決着は史上初[1][2]。